# Organització territorial de la República Sèrbia
La República Sèrbia es troba subdividida en seixanta-tres municipis. Aquests, al seu torn, es troben agrupats en set regions que formen part de Bòsnia i Hercegovina.

## Regions

Les regions de la República Srpska amb les seves respectives capitals.

| #   | regió                       | nom oficial        | capital           |
| --- | --------------------------- | ------------------ | ----------------- |
| I   | Banja Luka                  | Banjalučka regija  | Banja Luka        |
| II  | Doboj                       | Dobojska regija    | Doboj             |
| III | Bijeljina                   | Bijeljinska regija | Bijeljina         |
| IV  | Vlasenica                   | Vlaseninska regija | Zvornik           |
| V   | Sarajevo-Romanija o Sokolac |                    | Sarajevo Oriental |
| VI  | Foča                        | Fočanska regija    | Foča              |
| VII | Trebinje                    | Trebinjska regija  | Trebinje          |

## Municipis

Municipis de la República Srpska (blau clar).

A continuació apareix una llista amb tots aquells municipis que subdivideixen internament a la República Sèrbia, organitzades per regió:
A - Banja Luka
1. Banja Luka (estatus de ciutat)
2. Bosanska Kostajnica
3. Bosanska Gradiška
4. Čelinac
5. Istočni Drvar
6. Jezero
7. Kneževo
8. Kotor Encalloš
9. Kozarska Dubica
10. Krupa na Uni
11. Kupres
12. Laktaši
13. Mrkonjić Grad
14. Novi Grad
15. ostra Luka
16. Petrovac
17. Prijedor (estatus de ciutat).
18. Prnjavor
19. Ribnik
20. Srbac
21. Šipovo
22. Teslić

B - Doboj
1. Bosanski Brod
2. Derventa
3. Doboj (estatus de ciutat).
4. Donji Zabar
5. Modriča
6. Pelagićevo
7. Petrovo
8. Šamac
9. Vukosavlje

C - Bijeljina
1. Bijeljina (estatus de ciutat)
2. Lopare
3. Ugljevik

D - Vlasenica
1. Bratunac
2. Milici
3. Osmaci
4. Srebrenica
5. Šekovići
6. Vlasenica
7. Zvornik

E - Sarajevo-Romanija
1. Sarajevo Oriental (estatus de ciutat).
2. Han Pijesak
3. Ilidža Oriental
4. Stari Grad Oriental
5. Nou Sarajevo Oriental
6. Pale
7. Rogatica
8. Sokolac
9. Trnovo

F - Foča
1. Čajniče
2. Foča
3. Kalinovik
4. Novo Goražd'i
5. rude
6. Višegrad

G - Trebinje
1. Berkovići
2. Bileća
3. Gacko
4. Istočni Mostar
5. Ljubinje
6. Nevesinje
7. Trebinje (estatus de ciutat)